# Race of Champions 1975
La Race of Champions 1975 (X British Airways/Daily Mail Race of Champions) è stata una gara di Formula 1, non valida per il campionato del mondo, che è stata disputata il 16 marzo 1975 sul Circuito di Brands Hatch, nel Regno Unito. Vi parteciparono anche vetture di Formula 5000.
La gara venne vinta da Tom Pryce su Shadow-Ford Cosworth; questa fu l'unica gara di Formula 1, anche se non valida per il campionato mondiale, vinta da Pryce. Essa rappresentò, anche, la prima vittoria per la Shadow, in una gara di F1. Il pilota gallese fece segnare anche la pole e il giro più veloce.

## Vigilia

### Aspetti tecnici
La Safir Engineering, una casa automobilistica inglese, aveva acquistato, ribattezzandola, la Token RJ02, che aveva corso nel campionato mondiale del 1974. La Safir non prese, invece, mai parte a gare valide per il mondiale. La Hill ribattezzò ufficialmente la Lola T371, utilizzata nel Gran Premio del Sudafrica, col proprio nome di Hill GH1, debuttando perciò come costruttore.

### Aspetti sportivi
La gara rappresentò l'esordio stagionale per la F1 in Europa, dopo i tre primi gran premi del mondiale, corsi in sud America e Sudafrica.
A completare il campo dei partenti vi furono quattro vetture di Formula 5000, tutte guidate da piloti che aveva già corso in gran premi di Formula 1 negli anni precedenti. Emerson Fittipaldi si lamentò per la presenza di queste vetture, considerate troppo lente rispetto a quelle della Formula 1. Il giorno precedente la gara le vetture di Formula 5000 disputarono la prima gara del loro campionato britannico, vinta da Ian Ashley, su Lola-Chevrolet. Alla gara non partecipò, tra i piloti iscritti alla Race of Champions con una vettura di F5000, il solo Vern Schuppan.

## Piloti e team
La McLaren, la Lotus, la Shadow, la Stanley-BRM, la Surtees e la Penske iscrissero alla gara i piloti titolari nel mondiale. La Williams affiancò a Arturo Merzario un altro pilota italiano Maurizio Flammini. La Tyrrell iscrisse il solo Jody Scheckter, così come la March portò la sola Lella Lombardi e la Hill Rolf Stommelen. Si rividero l'Ensign, che aveva dato forfait, nei primi tre gran premi della stagione, validi per il mondiale, che fece debuttare Roelof Wunderink, e la Lyncar. Al volante della Safir vi fu l'esordio per Tony Trimmer.
Non parteciparono invece alcune delle più importanti scuderie che disputavano il mondiale, come la Ferrari, la Brabham e la Hesketh.
I seguenti piloti e costruttori vennero iscritti alla gara:
| Team                                          | Telaio                      | Gomme | Nr. | Pilota             |
| --------------------------------------------- | --------------------------- | ----- | --- | ------------------ |
| Marlboro Team Texaco                          | McLaren M23-Ford Cosworth   | G     | 1   | Emerson Fittipaldi |
| Marlboro Team Texaco                          | McLaren M23-Ford Cosworth   | G     | 2   | Jochen Mass        |
| Elf Team Tyrrell                              | Tyrrell 007-Ford Cosworth   | G     | 3   | Jody Scheckter     |
| John Player Team Lotus                        | Lotus 72-Ford Cosworth      | G     | 5   | Ronnie Peterson    |
| John Player Team Lotus                        | Lotus 72-Ford Cosworth      | G     | 6   | Jacky Ickx         |
| Lavazza March                                 | March 751-Ford Cosworth     | G     | 10  | Lella Lombardi     |
| Stanley BRM                                   | BRM P201                    | G     | 14  | Bob Evans          |
| UOP Shadow Racing Team                        | Shadow DN5-Ford Cosworth    | G     | 16  | Tom Pryce          |
| UOP Shadow Racing Team                        | Shadow DN5-Ford Cosworth    | G     | 17  | Jean-Pierre Jarier |
| Team Surtees                                  | Surtees TS16-Ford Cosworth  | G     | 18  | John Watson        |
| Frank Williams Racing Cars                    | Williams FW03-Ford Cosworth | G     | 20  | Arturo Merzario    |
| Frank Williams Racing Cars                    | Williams FW02-Ford Cosworth | G     | 21  | Maurizio Flammini  |
| Embassy Racing with Graham Hill               | Lola T371-Ford Cosworth     | G     | 23  | Rolf Stommelen     |
| First National City Travellers Cheques Penske | Penske PC1-Ford Cosworth    | G     | 28  | Mark Donohue       |
| Richard Oaten Racing                          | Lola T330-Chevrolet †       |       | 31  | Ian Ashley         |
| Lec Refridgeration Racing                     | Chevron B30-Ford Cosworth † | G     | 35  | David Purley       |
| Theodore Racing                               | Lola T332-Chevrolet †       |       | 37  | Vern Schuppan      |
| Pinch (Plant) Ltd                             | Lyncar L006-Ford Cosworth   |       | 50  | John Nicholson     |
| HB Bewaking Team Ensign                       | Ensign N174-Ford Cosworth   | G     | 51  | Roelof Wunderink   |
| Safir Engineering                             | Safir RJ02-Ford Cosworth    |       | 52  | Tony Trimmer       |
| Radio Luxembourg                              | Lola T332-Chevrolet †       |       | 208 | Tom Belsø          |

## Qualifiche

### Resoconto
La pole venne conquistata da Tom Pryce, su Shadow. La casa anglo-americana aveva già ottenunto due pole consecutive, nelle prime due gare valide per il mondiale, disputate in America del Sud, però con l'altro suo pilota, Jean-Pierre Jarier. Uno dei piloti più contrari alla decisione di far correre le vetture di F5000, il campione del mondo in carica, il brasiliano Emerson Fittipaldi, si qualificò solo al 17º posto in griglia, e partì dietro a tutti e 4 i piloti della F5000.

### Risultati
Nella sessione di qualifica si è avuta questa situazione: 
| Pos | Nº  | Pilota             | Costruttore             | Tempo  | Griglia |
| --- | --- | ------------------ | ----------------------- | ------ | ------- |
| 1   | 16  | Tom Pryce          | Shadow-Ford Cosworth    | 1'34"9 | 1       |
| 2   | 3   | Jody Scheckter     | Tyrrell-Ford Cosworth   | 1'35"9 | 2       |
| 3   | 17  | Jean-Pierre Jarier | Shadow-Ford Cosworth    | 1'37"3 | 3       |
| 4   | 6   | Jacky Ickx         | Lotus-Ford Cosworth     | 1'37"3 | 4       |
| 5   | 23  | Rolf Stommelen     | Hill-Ford Cosworth      | 1'37"4 | 5       |
| 6   | 5   | Ronnie Peterson    | Lotus-Ford Cosworth     | 1'37"7 | 6       |
| 7   | 28  | Mark Donohue       | Penske-Ford Cosworth    | 1'38"5 | 7       |
| 8   | 20  | Arturo Merzario    | Williams-Ford Cosworth  | 1'40"1 | 8       |
| 9   | 208 | Tom Belsø          | Lola-Chevrolet †        | 1'40"2 | 9       |
| 10  | 18  | John Watson        | Surtees-Ford Cosworth   | 1'40"4 | 10      |
| 11  | 10  | Lella Lombardi     | March-Ford Cosworth     | 1'40"6 | 11      |
| 12  | 35  | David Purley       | Chevron-Ford Cosworth † | 1'41"2 | 12      |
| 13  | 37  | Vern Schuppan      | Lola-Chevrolet †        | 1'41"7 | 13      |
| 14  | 52  | Tony Trimmer       | Safir-Ford Cosworth     | 1'41"8 | 14      |
| 15  | 2   | Jochen Mass        | McLaren-Ford Cosworth   | 1'42"1 | 15      |
| 16  | 31  | Ian Ashley         | Lola-Chevrolet †        | 1'42"3 | 16      |
| 17  | 1   | Emerson Fittipaldi | McLaren-Ford Cosworth   | 1'43"2 | 17      |
| 18  | 51  | Roelof Wunderink   | Ensign-Ford Cosworth    | 1'43"6 | 18      |
| 19  | 14  | Bob Evans          | BRM                     | 1'44"2 | 19      |
| 20  | 21  | Maurizio Flammini  | Williams-Ford Cosworth  | 1'47"0 | NP      |
| 21  | 50  | John Nicholson     | Lyncar-Ford Cosworth    | 1'47"9 | 20      |

## Gara

### Resoconto
Il weekend di gara fu caratterizzato da tempo invernale con pioggia, vento e anche spruzzate di neve, tanto che la partenza venne posticipata a causa di una nevicata. Ciò complicò le scelte dei team in merito agli pneumatici.
Alla partenza Jacky Ickx passò a condurre, davanti a Ronnie Peterson mentre nel mezzo dello schieramento Belsø venne tamponato, e costretto così al ritiro, da Jochen Mass; anche il tedesco decise per il ritiro pur non avendo grossi danni sulla vettura. In seguito all'incidente si decise di vietare corse con la presenza in contemporanea di vetture di Formula 1 e Formula 5000.
Jody Scheckter prese la testa al termine del primo giro, davanti a Pryce. I due erano gli unici piloti che montavano gomme slick. Al giro 26 il sudafricano della Tyrrell-Ford Cosworth ruppe il propulsore; ciò dette via libera a Pryce, visto che tutti gli altri piloti dovettere attardarsi per cambiare gli pneumatici. L'altro pilota della Shadow, Jarier resistette in terza posizione fino al 36º giro, ma successivamente, un problema tecnico lo costrinse al ritiro. Scalò in terza posizione Peterson, che però, a due giri dal termine, subì un sorpasso da John Watson alla Druids Bend. Il migliore con le vetture di F5000 fu David Purley, undicesimo a 6 giri dal primo.

### Risultati
I risultati del gran premio sono i seguenti:
| Pos | No  | Pilota             | Costruttore             | Giri | Tempo/Ritiro     | Griglia |
| --- | --- | ------------------ | ----------------------- | ---- | ---------------- | ------- |
| 1   | 16  | Tom Pryce          | Shadow-Ford Cosworth    | 40   | 55'35"5          | 1       |
| 2   | 18  | John Watson        | Surtees-Ford Cosworth   | 40   | + 48"5           | 10      |
| 3   | 5   | Ronnie Peterson    | Lotus-Ford Cosworth     | 40   | + 50"0           | 6       |
| 4   | 6   | Jacky Ickx         | Lotus-Ford Cosworth     | 39   | + 1 Giro         | 4       |
| 5   | 1   | Emerson Fittipaldi | McLaren-Ford Cosworth   | 39   | + 1 Giro         | 17      |
| 6   | 14  | Bob Evans          | BRM                     | 38   | + 2 Giri         | 19      |
| 7   | 20  | Arturo Merzario    | Williams-Ford Cosworth  | 37   | + 3 Giri         | 8       |
| 8   | 17  | Jean-Pierre Jarier | Shadow-Ford Cosworth    | 36   | Alimentazione    | 3       |
| 9   | 23  | Rolf Stommelen     | Lola-Ford Cosworth      | 35   | + 5 Giri         | 5       |
| 10  | 51  | Roelof Wunderink   | Ensign-Ford Cosworth    | 35   | + 5 Giri         | 18      |
| 11  | 35  | David Purley       | Chevron-Ford Cosworth † | 34   | + 6 Giri         | 12      |
| 12  | 52  | Tony Trimmer       | Safir-Ford Cosworth     | 33   | + 7 Giri         | 14      |
| NC  | 31  | Ian Ashley         | Lola-Chevrolet †        | 27   | Non Classificato | 16      |
| Rit | 28  | Mark Donohue       | Penske-Ford Cosworth    | 26   | Tenuta di strada | 7       |
| Rit | 3   | Jody Scheckter     | Tyrrell-Ford Cosworth   | 25   | Motore           | 2       |
| Rit | 10  | Lella Lombardi     | March-Ford Cosworth     | 20   | Tenuta di strada | 11      |
| Rit | 7   | Vern Schuppan      | Lola-Chevrolet †        | 18   | Gomma            | 13      |
| Rit | 50  | John Nicholson     | Lyncar-Ford Cosworth    | 15   | Motore           | 20      |
| Rit | 208 | Tom Belsø          | Lola-Chevrolet †        | 0    | Incidente        | 9       |
| Rit | 2   | Jochen Mass        | McLaren-Ford Cosworth   | 0    | Incidente        | 15      |
| NP  | 21  | Maurizo Flammini   | Williams-Ford Cosworth  |      | Incidente        |         |